# Castillo de Artstetten

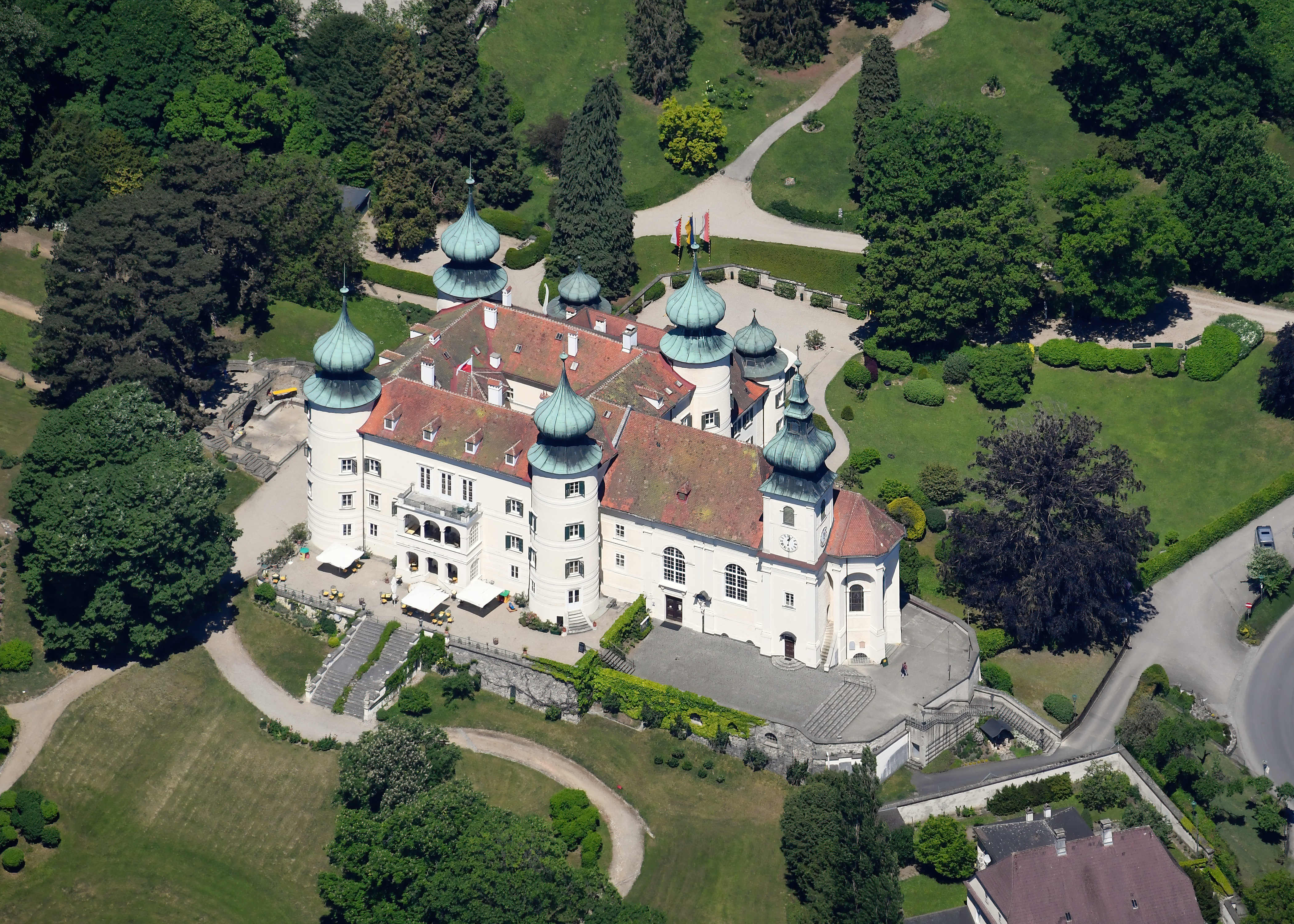
Vista aérea del Palacio de Artstetten.

El castillo de Artstetten o palacio de Artstetten (en alemán: Schloss Artstetten) se encuentra cerca del valle de Wachau, Baja Austria, en el municipio de Artstetten-Pöbring. Se trata de una construcción del siglo XV.

## Descripción
Usado como residencia veraniega por los Habsburgo-Lorena durante el Imperio austrohúngaro, es el lugar donde reposan los restos mortales del archiduque Francisco Fernando de Austria y de su esposa Sofía Chotek, princesa de Hohenberg.
Tras la anexión de Austria al III Reich, las autoridades nazis confiscaron el palacio a la familia Hohenberg. Finalizada la II Guerra Mundial, la República de Austria lo devolvió a los descendientes del archiduque Francisco Fernando y de Sofía Chotek, donde instalaron un museo dedicado a su memoria.